# Bibiana Nandombua
Bibiana Nandombua é uma política angolana. Filiada ao Movimento Popular de Libertação de Angola (MPLA), é deputada de Angola pela Província de Huambo desde 28 de setembro de 2017.
Nandombua começou trabalhando como escriturária, em 1976. A partir de 1979, tornou-se ativista do MPLA, exercendo funções partidárias em Huambo entre 2001 a 2010.